# Observatorium van Parijs

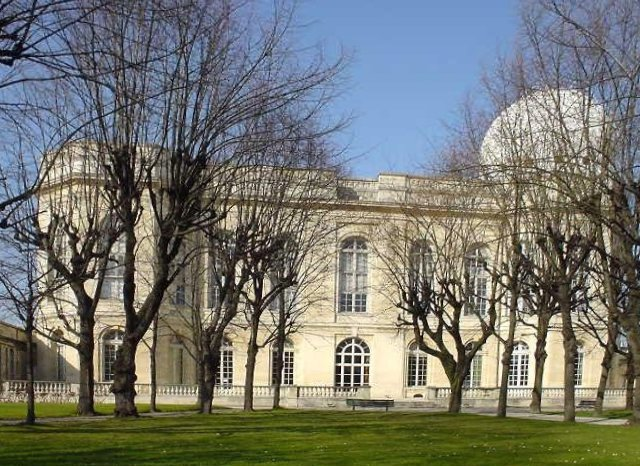
Observatorium van Parijs

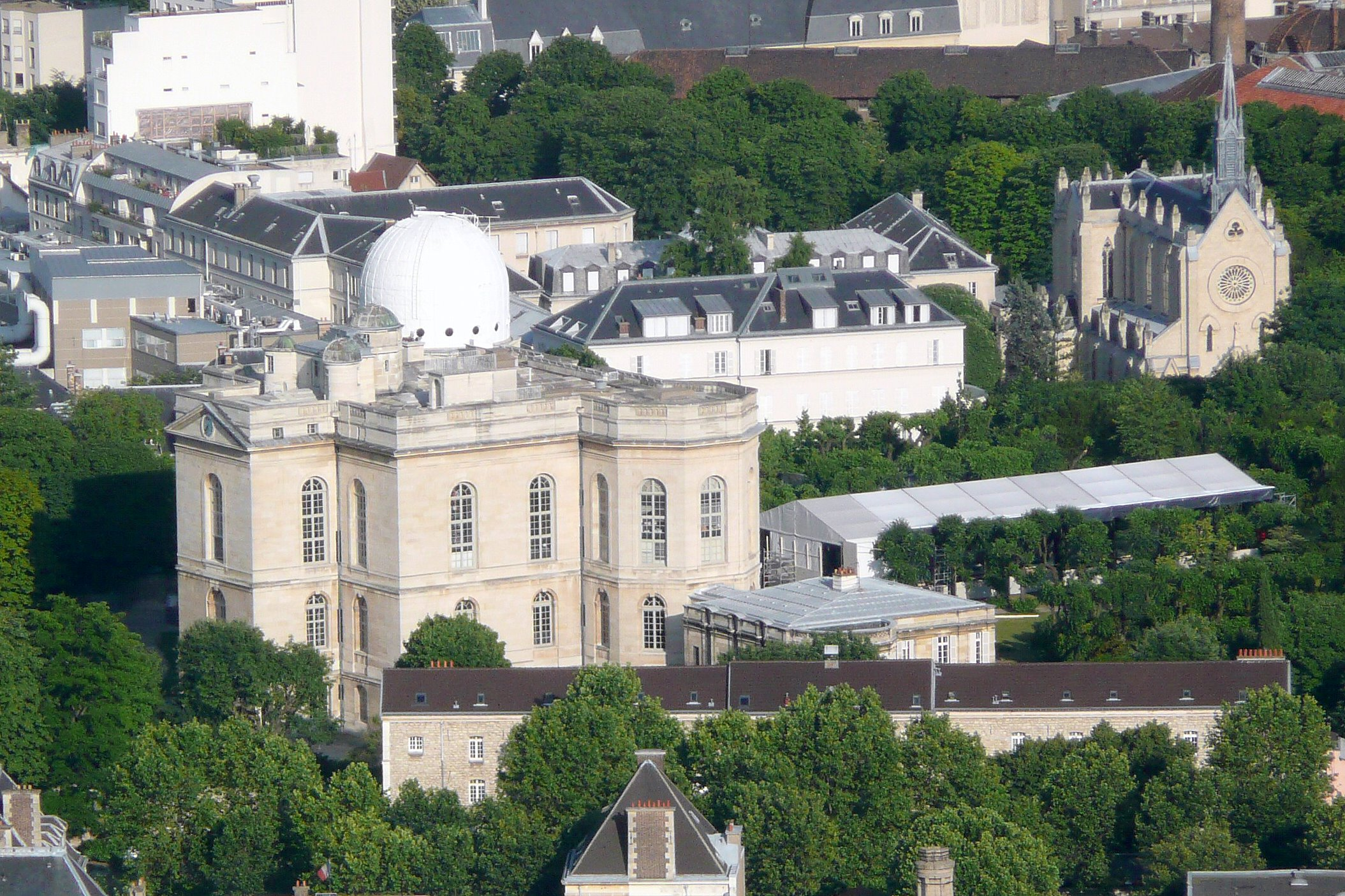
Het observatorium gezien vanaf de top van de Tour Montparnasse

Het Observatorium van Parijs (in het Frans Observatoire de Paris of Observatoire de Paris-Meudon) is de belangrijkste sterrenwacht van Frankrijk en een van de grootste centra voor astronomie in de wereld. Het maakt deel uit van de PSL Research University. Het historische hoofdgebouw ligt aan de avenue de l'Observatoire, in de wijk Montparnasse op de linkeroever van de Seine in het centrum van Parijs. Het Observatoire heeft ook vestigingen in Meudon en Nançay. 
Het observatorium werd opgericht vanuit een project, in 1667, dat tot doel had een astronomie-observatorium te creëren uitgerust met goede instrumenten voor het opmaken van navigatiekaarten.

## Missie en statuut van het observatorium
Administratief gezien is het observatorium een grand établissement van het Franse ministerie van Onderwijs, met een statuut vrijwel gelijkaardig aan dat van een openbare universiteit.
Het observatorium heeft drie missies:
- Een onderzoeksmissie
- Een onderwijsmissie
- Een missie van verspreiding van kennis naar het grote publiek

## Lijst van directeuren
| - Giovanni Cassini (1671-1712) - Jacques Cassini (1712-1756) - César-François Cassini de Thury (1756-1784) (eerste persoon met titel 'directeur') - Jean Dominique, comte de Cassini (1784-1793) - Joseph Jérôme Lefrançais de Lalande (1795-1800) - Pierre Méchain (1800-1804) - Jean Baptiste Joseph Delambre (1804-1822) - Alexis Bouvard (1822-1843) - François Arago (1843-1853) - Urbain Le Verrier (1854-1870) - Charles-Eugène Delaunay (1870-1873) - Urbain Le Verrier (1873-1877) - Ernest Mouchez (1878-1892) | - Félix Tisserand (1892-1896) - Maurice Loewy (1896-1907) - Benjamin Baillaud (1908-1926) - Henri-Alexandre Deslandres (1926-1929) - Ernest Esclangon (1929-1944) - André Danjon (1945-1963) - Jean-François Denisse (1963-1967) - Jean Delhaye (1967-1971) - Raymond Michard (1971-1976) - Jacques Boulon (1976-1981) - Pierre Charvin (1981-1991) - Michel Combes (1991-1999) - Pierre Couturier (1999-2003) - Daniel Egret (2003-2011) - Claude Catala (2011-) |